# Club Sportif de Hammam-Lif
O Club Sportif de Hammam-Lif é um clube de futebol tunisiano com sede em Hammam-Lif. A equipe compete no Campeonato Tunisiano de Futebol.

## História
O clube foi fundado em 1944.

## Treinadores
| - Bill Berry (July 1, 1955 – June 30, 1956) - Louis Pinat (1963–65) - Edmond Delfour (1965–69) - Ludwig Dupal (1969–70) - Jamel Eddine Bouabsa (1974–76) - Mokhtar Tlili (1976–78) - Jamel Eddine Bouabsa (1981–82) - André Nagy (1986–87) - Ahmed Dhib (1990–91) - Habib Mejri (1991–93), (1994–95) - Ammar Souayah (1999–01) - Khaled Hosni & Nizar Khanfir (2004–05) - Habib Mejri (2005–06) - Khemais Labidi, Nizar Khanfir & Ridha Akacha (2006–07) | - Ridha Akacha & Habib Mejri (2007–08) - Ridha Akacha & Fethi Laabidi (Nov 19, 2008 – Nov 1, 2009) - Gérard Buscher (Nov 1, 2009 – June 30, 2010) - Dragan Cvetković (July 1, 2010 – Aug 15, 2011) - Nabil Tasco (Sept 13, 2011 – Dec 25, 2011) - Christian Sarramagna (Dec 28, 2011 – June 20, 2012) - Fethi Laabidi (June 21, 2012 – Aug 27, 2012) - Habib Mejri (Sept 28, 2012 – Nov 19, 2012) - Dragan Cvetković (Nov 20, 2012 – June 30, 2013) - Ferid Ben Belgacem (July 1, 2013 – Dec 1, 2013) - Noureddine Bousnina (Dec 2, 2013 – Dec 22, 2013) - Fethi Laabidi (Feb 25, 2014 – March 23, 2012) - Gérard Buscher (March 24, 2014–) |